# Die Schlagerparade
Die Schlagerparade war die deutsche Vorentscheidung zum Eurovision Song Contest 1961. Sie wurde Kurhaustheater in Bad Homburg vor der Höhe durchgeführt. Moderiert wurde sie von Heinz Schenk.

## Format
Eine Jury aus zehn Fachleuten & elf Musiklaien konnten entweder einen oder keinen Punkt für jeden Titel vergeben.

### Platzierungen
| Platz | Startnr. | Interpret          | Lied Musik (M) und Text (T)                                                       | Punkte |
| ----- | -------- | ------------------ | --------------------------------------------------------------------------------- | ------ |
| 01.   | 10       | Lale Andersen      | Einmal sehen wir uns wieder M: Rudolf Maluck; T: Ernst Bader                      | 18     |
| 02.   | 05       | Fred Bertelmann    | Ticke, Ticke, Tack M: Fritz Schulz-Reichel; T: Hans Bradtke                       | 15     |
| 03.   | 03       | Frank Forster      | Es war ein reizender Abend M: Werner Bochmann; T: Walter Brandin                  | –      |
| 03.   | 08       | Rolf Simson        | Wer das Spiel kennt M/T: Heinz Kück                                               | –      |
| –     | 01       | Dieter Thomas Heck | Was tut man nicht alles aus Liebe M: Charles Nowa; T: Günter Loose                | –      |
| –     | 02       | Friedel Hensch     | Colombino (ich weiß, ein Tag wird kommen) M: Ralf Arnie; T: Werner Cyprys         | –      |
| –     | 04       | Christa Williams   | Pedro M/T: Peter Moesser                                                          | –      |
| –     | 06       | Heinz Sagner       | Jeder Tag voll Sonnenschein M: Hans Carste; T: Ernst Bader                        | –      |
| –     | 07       | Renée Franke       | Napolitano M: Peter Igelhoff; T: Fred Rauch                                       | –      |
| –     | 09       | Ernst Lothar       | Dich hat das Schicksal für mich bestimmt M/T: Friedrich Schröder; Horst Ackermann | –      |
| –     | 11       | Bobby Franco       | Langsamer Walzer M: Werner Richard Heymann; T: Robert Gilbert                     | –      |
| –     | 12       | Peggy Brown        | Du bist meine Welt M: Charly Niessen; T: Joachim Relin                            | –      |
| –     | 13       | Detlef Engel       | Nach Mitternacht M: Hans Creutziger; T: Heinz Peter Kaegbein                      | –      |